# Laurence Olivier Awards 2023
Die 46. Laurence Olivier Awards 2023 wurden am 2. April 2023 in der Royal Albert Hall von der Society of London Theatre vergeben, um herausragende Theater- und Musicalproduktionen zu würdigen. Ausgezeichnet wurden Produktionen der Theatersaison 2022/2023. Die Preisverleihung wurde von Hannah Waddingham moderiert.

## Hintergrund
Der Laurence Olivier Award (auch Olivier Award) ist ein seit 1976 jährlich vergebener britischer Theater- und Musicalpreis. Er gilt als höchste Auszeichnung im britischen Theater und ist vergleichbar mit dem Tony Award am amerikanischen Broadway. Verliehen wird die Auszeichnung von der Society of London Theatre. Ausgezeichnet werden herausragende Darsteller und Produktionen einer Theatersaison, die im Londoner West End zu sehen waren. Die Auszeichnungen hießen zunächst Society of West End Theatre Awards und wurden 1985 zu Ehren des renommierten britischen Schauspielers Laurence Olivier in Laurence Olivier Awards umbenannt. Die Nominierten und Gewinner der Laurence Olivier Awards „werden jedes Jahr von einer Gruppe angesehener Theaterfachleute, Theaterkoryphäen und Mitgliedern des Publikums ausgewählt, die wegen ihrer Leidenschaft für das Londoner Theater“ bekannt sind.

## Gewinner und Nominierte
Die Nominierungen wurden am 28. Februar 2023 in 26 Kategorien bekannt gegeben, die Gewinner während der Preisverleihung am 2. April 2022.
| Bestes neues Theaterstück | Bestes neues Musical |
| --- | --- |
| - Prima Facie von Suzie Miller – Harold Pinter Theatre - For Black Boys Who Have Considered Suicide When the Hue Gets Too Heavy von Ryan Calais Cameron – Jerwood Downstairs, Royal Court - Patriots von Peter Morgan – Almeida Theatre - To Kill a Mockingbird von Aaron Sorkin (auf Basis des Buches von Harper Lee) – Gielgud Theatre | - Standing at the Sky’s Edge – National Theatre Olivier - The Band’s Visit – Donmar Warehouse - Sylvia – Old Vic Theatre - Tammy Faye – Almeida Theatre |
| Beste Wiederaufnahme Theaterstück | Beste Wiederaufnahme Musical |
| - A Streetcar Named Desire – Almeida Theatre - The Crucible – National Theatre Olivier - Good – Harold Pinter Theatre - Jerusalem – Apollo Theatre | - Oklahoma – Young Vic Theatre - My Fair Lady – London Coliseum - Sister Act – Eventim Apollo - South Pacific – Sadler’s Wells Theatre |
| Beste neue Comedy | Bestes Entertainment |
| - My Neighbour Totoro von Tom Morton-Smith (auf Basis des Originalwerkes von Hayao Miyazaki) – Barbican Theatre - Jack and the Beanstalk – London Palladium - My Son’s a Queer (But What Can You Do?) von Rob Madge – Garrick Theatre und Ambassadors Theatre - One Woman Show von Liz Kingsman – Ambassadors Theatre | - Hey Duggee – Royal Festival Hall im Southbank Centre - Blippi – Apollo Theatre - Midsummer Mechanicals – Sam Wanamaker Playhouse im Globe Theatre - The Smartest Giant in Town – St Martin’s Theatre |
| Bester Darsteller Theaterstück | Beste Darstellerin Theaterstück |
| - Paul Mescal als Stanley Kowalski in A Streetcar Named Desire – Almeida Theatre - Tom Hollander als Boris Berezovsky in Patriots – Almeida Theatre - Rafe Spall als Atticus Finch in To Kill a Mockingbird – Gielgud Theatre - David Tennant als John Halder in Good – Harold Pinter Theatre - Giles Terera als Guy Jacobs in Blues for an Alabama Sky – National Theatre Olivier | - Jodie Comer als Tessa in Prima Facie – Harold Pinter Theatre - Patsy Ferran als Blanche DuBois in A Streetcar Named Desire – Almeida Theatre - Mei Mac als Mei Kusakabe in My Neighbour Totoro – Barbican Theatre - Janet McTeer als Helen in Pheadra – National Theatre Lyttleton - Nicola Walker als Ms Moffat in The Corn Is Green – National Theatre Lyttleton         |
| Bester Darsteller Musical | Beste Darstellerin Musical |
| - Arthur Darvill als Curly McLain in Oklahoma – Young Vic Theatre - Alon Aboutboul als Lt Col Tewfiq Zacharya in The Band’s Visit – Donmar Warehouse - Julian Ovenden als Emile de Becque in South Pacific – Sadler’s Wells Theatre - Andrew Rannells als Jim Bakker in Tammy Faye – Almeida Theatre | - Katie Brayben als Tammy Faye Messner in Tammy Faye – Almeida Theatre - Anoushka Lucas als Laurey Williams in Oklahoma – Young Vic Theatre - Miri Mesika als Dina in The Band’s Visit – Donmar Warehouse - Faith Omole als Joy in Standing at the Sky’s Edge – National Theatre Olivier                                                                                     |
| Bester Nebendarsteller Theaterstück | Beste Nebendarstellerin Theaterstück |
| - Will Keen als Vladimir Putin in Patriots – Almeida Theatre - Mark Akintimehin als Onyx, Emmanuel Akwafo als Pitch, Nnabiko Ejimofor als Jet, Darragh Hand als Sable, Aruna Jalloh als Obsidian und Kaine Lawrence als Midnight in For Black Boys Who Have Considered Suicide When the Hue Gets Too Heavy – Jerwood Downstairs, Royal Court - Elliot Levey als Maurice in Good – Harold Pinter Theatre - David Moorst als Dill Harris in To Kill a Mockingbird – Gielgud Theatre - Sule Rimi als Sam Thomas in Blues for an Alabama Sky – National Theatre Lyttleton | - Anjana Vasan als Stella Kowalski in A Streetcar Named Desire – Almeida Theatre - Rose Ayling-Ellis als Celia in As You Like It – @sohoplace - Pamela Nomvete als Calpurnia in To Kill a Mockingbird – Gielgud Theatre - Caroline Quentin als Mrs Malaprop in Jack Absolute Flies Again – National Theatre Olivier - Sharon Small als Helen in Good – Harold Pinter Theatre |
| Bester Nebendarsteller Musical | Beste Nebendarstellerin Musical |
| - Zubin Varla als Jerry Falwell in Tammy Faye – Almeida Theatre - Sharif Afifi als Haled in The Band’s Visit – Donmar Warehouse - Peter Polycarpou als Avrum in The Band’s Visit – Donmar Warehouse - Clive Rowe als Lt Eddie Souther in Sister Act – Eventim Apollo | - Beverley Knight als Emmeline Pankhurst in Sylvia – Old Vic Theatre - Maimuna Memon als Nikki in Standing at the Sky’s Edge – National Theatre Olivier - Liza Sadovy als Aunt Eller Murphy in Oklahoma – Young Vic Theatre - Marisha Wallace als Ado Annie Carnes in Oklahoma – Young Vic Theatre                                                                           |
| Bester Regisseur / Beste Regisseurin | Bester Choreograph / Beste Choreographin |
| - Phelim McDermott für My Neighbour Totoro – Barbican Theatre - Rebecca Frecknall für A Streetcar Named Desire – Almeida Theatre - Robert Hastie für Standing at the Sky’s Edge – National Theatre Olivier - Justin Martin für Prima Facie – Harold Pinter Theatre - Bartlett Sher für To Kill a Mockingbird – Gielgud Theatre | - Matt Cole für Newsies – Troubadour Wembley Park Theatre - Lynne Page für Standing at the Sky’s Edge – National Theatre Olivier - Kate Prince für Sylvia – Old Vic Theatre - Basil Twist für die Puppenspielregie von My Neighbour Totoro – Barbican Theatre |
| Bester Bühnenbildner / Beste Bühnenbildnerin | Bester Kostümdesigner / Beste Kostümdesignerin |
| - Tom Pye für My Neighbour Totoro – Barbican Theatre - Miriam Buether für To Kill a Mockingbird – Gielgud Theatre - Ben Stones für Standing at the Sky’s Edge – National Theatre Olivier - Mark Walters für Jack and the Beanstalk – London Palladium | - Kimie Nakano für My Neighbour Totoro – Barbican Theatre - Frankie Bradshaw für Blues for an Alabama Sky – National Theatre Lyttleton - Hugh Durrant für Jack and the Beanstalk – London Palladium - Jean Paul Gaultier für Fashion Freak Show – Roundhouse |
| Bester Lichtdesigner / Beste Lichtdesignerin | Bester Sounddesigner / Beste Sounddesignerin |
| - Jessica Hung Han Yun für My Neighbour Totoro – Barbican Theatre - Natasha Chivers für Prima Facie – Harold Pinter Theatre - Lee Curran für A Streetcar Named Desire – Almeida Theatre - Tim Lutkin für The Crucible – National Theatre Olivier | - Tony Gayle für My Neighbour Totoro – Barbican Theatre - Bobby Aitken für Standing at the Sky’s Edge – National Theatre Olivier - Drew Levy für Oklahoma – Young Vic Theatre - Ben Ringham und Max Ringham für Prima Facie – Harold Pinter Theatre |
| Beste Originalmusik oder neue Orchestrierung | |
| - Tom Deering für die Orchestrierung und Richard Hawley für Komposition und Liedtexte von Standing at the Sky’s Edge – National Theatre Olivier - Andrea Grody für Arrangement, Jamshied Sharifi für Orchestrierung und David Yazbek für Komposition und Liedtexte von The Band’s Visit – Donmar Warehouse - Joe Hisaishi für Komposition und Will Stuart für Arrangement und Orchestrierung von My Neighbour Totoro – Barbican Theatre - Daniel Kluger für Arrangement und Orchestrierung und Nathan Koci für die Vokalarrangements von Oklahoma – Young Vic Theatre | |
| Beste neue Ballettproduktion | Herausragende Leistungen Ballett |
| - Traplord von Ivan Michael Blackstock – 180 Studios (The Strand) - Light of Passage von Crystal Pite – Royal Opera House - Pasionaria von La Veronal – Sadler’s Wells Theatre - Triptych (The Missing Door, The Lost Room und The Hidden Floor) von Peeping Tom – Barbican Theatre | - Dickson Mbi für die Choreographie von Enowate – Sadler’s Wells Theatre - Manuel Liñán für die Choreographie von ¡VIVA! – Sadler’s Wells Theatre - Raquel Meseguer Zafe für die Dramaturgie von Ruination by Lost Dog – Royal Opera House, Linbury Theatre - Catrina Nisbett für ihre Leistung in Family Honour, Spoken Movement – Sadler’s Wells Theatre                   |
| Beste neue Opernproduktion | Herausragende Leistungen Oper |
| - Alcina, Royal Opera – Royal Opera House - Least Like the Other, Irish National Opera und Royal Opera – Royal Opera House, Linbury Theatre - Peter Grimes, Royal Opera – Royal Opera House - Sibyl – Barbican Theatre | - William Kentridge für Konzeption und Regie von Sibyl – Barbican Theatre - Sinéad Campbell-Wallace für ihre Leistung in Tosca, English National Opera – London Coliseum - Antony McDonald für die Gestaltung von Alcina – Royal Opera House |
| Herausragende Theaterleistungen | |
| - The P Word – Bush Theatre - Age Is a Feeling – Soho Theatre - Blackout Songs – Hampstead Theatre Downstairs - Paradise Now – Bush Theatre - Two Palestinians Go Dogging – Jerwood Upstairs, Royal Court | |

## Sonderpreise
| Kategorie                         | Besondere Beachtung              |
| --------------------------------- | -------------------------------- |
| Sonderpreis der Society of London | - Derek Jacobi - Arlene Phillips |

## Statistik

### Mehrfache Nominierungen
- 9 Nominierungen: My Neighbour Totoro
- 8 Nominierungen: Standing at the Sky’s Edge
- 7 Nominierungen: Oklahoma
- 6 Nominierungen: A Streetcar Named Desire, The Band’s Visit, To Kill a Mockingbird
- 5 Nominierungen: Prima Facie
- 4 Nominierungen: Good, Tammy Faye
- 3 Nominierungen: Blues for an Alabama Sky, Jack and the Beanstalk, Patriots, Sylvia
- 2 Nominierungen: Alcina, The Crucible, For Black Boys Who Have Considered Suicide When the Hue Gets Too Heavy, Sibyl, Sister Act, South Pacific

### Mehrfache Gewinne
- 6 Gewinne: My Neighbour Totoro
- 3 Gewinne: A Streetcar Named Desire
- 2 Gewinne: Oklahoma, Prima Facie, Standing at the Sky’s Edge, Tammy Faye